# Красное (озеро, Могилёвская область)
Кра́сное (бел. Краснае) — озеро на востоке Белыничского района Могилёвской области Белоруссии. Относится к бассейну Друти.

## Расположение
Озеро находится между деревнями Красное и Студёнка на территории Лебедянковского сельсовета, в 5,4 км севернее административного центра сельсовета — деревни Лебедянка и в 7 км юго-восточнее административного центра района — города Белыничи.

## Общая характеристика
Располагается в болотистой местности на высоте 160—170 метров над уровнем моря. Окружено лесом. Имеет каплеобразную форму, ориентированную в направлении северо-восток — юго-запад. Длина озера 0,3 км, средняя ширина 0,1 км, максимальная ширина 0,17 км, протяжённость береговой линии — 0,78 км. Площадь озера — 0,03 км². Наибольшая глубина достигает 5 м, средняя глубина — 3,95 м. Объём водной массы — 0,12 млн м³. Через мелиоративную сеть озеро сообщается с Запокулкой, впадающей в Нероплю (левый приток Друти).